# تعادل فراساحلی
تعادل فراساحلی یا موازنه‌سازی فراساحلی (انگلیسی: Offshore balancing) مفهومی استراتژیک است که در تحلیل واقع‌گرایی در روابط بین‌الملل استفاده می‌شود. این یک استراتژی را توصیف می‌کند که در آن یک قدرت بزرگ از قدرت‌های منطقه‌ای مطلوب برای بررسی ظهور قدرت‌های بالقوه متخاصم استفاده می‌کند. این استراتژی در تضاد با استراتژی کلان غالب در ایالات متحده، یعنی هژمونی لیبرال قرار دارد. موازنه سازی فراساحلی از ایالات متحده می‌خواهد که از مواضع خشکی عقب‌نشینی کند و توانایی‌های فراساحلی خود را بر سه منطقه کلیدی ژئوپلیتیکی جهان متمرکز کند: اروپا، خلیج فارس و شمال شرق آسیا.

## تاریخچه
کریستوفر لین در مقالهٔ خود در سال ۱۹۹۷ معرفی اصطلاح «تعادل دریایی» را به خود نسبت می‌دهد. چندین متخصص در زمینهٔ استراتژی، مانند جان میرشایمر، استیون والت، رابرت پیپ، [۵] اندرو لاتام، [۶] پاتریک پورتر، [۷] و اندرو باسویچ، این رویکرد را پذیرفته‌اند. آنها استدلال می‌کنند که موازنه‌سازی فراساحلی ریشه‌های تاریخی خود را در استراتژی کلان بریتانیا در قبال اروپا دارد، که در نهایت توسط ایالات متحده و ژاپن در مقاطع مختلف تاریخ خود اتخاذ و دنبال شد.
به گفتهٔ جان میرشایمر، دانشمند علوم سیاسی، در کلاس «استراتژی بزرگ آمریکایی» دانشگاه شیکاگو، موازنه سازی فراساحلی استراتژی مورد استفادهٔ ایالات متحده در دههٔ ۱۹۳۰ و همچنین در جنگ ایران و عراق ۱۹۸۰–۱۹۸۸ بود. میرشایمر استدلال می‌کند که زمانی که ایالات متحده در دههٔ ۱۹۴۰ کمک Lend-Lease به بریتانیا داد، ایالات متحده با بودن زرادخانه دموکراسی و نه جنگنده برای آن، درگیر استراتژی توازن دریایی شد.
این با تعادل فراساحلی سازگار است زیرا ایالات متحده در ابتدا نمی‌خواست جان آمریکایی‌ها را به درگیری اروپایی متعهد کند. ایالات متحده از طرف بازنده (عراق) در جنگ ایران و عراق حمایت کرد تا از توسعه یک هژمون منطقه‌ای جلوگیری کند که در نهایت می‌تواند نفوذ آمریکا را تهدید کند. علاوه بر این، موازنه‌سازی فراساحلی می‌تواند مانند انزواگرایی به نظر برسد، زمانی که توازن قدرت در روابط بین‌الملل وجود داشته باشد، چیزی که در دهه ۱۹۳۰ وجود داشت. همچنین این استراتژی در طول جنگ سرد بین ایالات متحده و اتحاد جماهیر شوروی مورد استفاده قرار گرفت.

## تئوری
چکیدهٔ اصلی مفهوم استراتژی «تعادل در فراساحل» مسلماً به یک قدرت بزرگ اجازه می‌دهد تا قدرت خود را بدون هزینه‌های استقرار نظامی بزرگ در سراسر جهان حفظ کند. می‌توان آن را مشابه امپراتوری غیررسمی فدرالیسم در فدرالیسم رسمی دانست (به عنوان مثال پیشنهاد فدراسیون امپراتوری در اواخر امپراتوری بریتانیا). تعادل فراساحلی، همان‌گونه که از نامش پیداست، یک استراتژی بزرگ است که تنها قدرت بزرگ غیر اوراسیا، ایالات متحده، می‌تواند آن را دنبال کند.
این استراتژی از این کشور می‌خواهد که توازن قدرت را در سه منطقه کلیدی ژئوپلیتیکی جهان حفظ کند: اروپا، خلیج فارس و شمال شرق آسیا. این سه منطقه در کانون توجه قرار دارند، زیرا اروپا و شمال شرق آسیا مراکز عمدهٔ صنعتی جهان هستند که شامل تمام قدرت‌های بزرگ دیگر و خلیج فارس به دلیل اهمیت آن برای بازار جهانی نفت است. بیرون از این مناطق، یک متعادل‌کنندهٔ فراساحلی نباید نگران تحولات باشد. همچنین، دولتی که به دنبال موازنه‌سازی فراساحلی است، ابتدا باید به دنبال این باشد که مجادله‌ها را به قدرت‌های محلی بسپارد و تنها در صورتی مداخله کند که تهدید برای سایر قدرت‌های منطقه بیش از حد بزرگ باشد که نمی‌توانند از پس آن برآیند.